# Fuenlabrada de los Montes
Fuenlabrada de los Montes – gmina w Hiszpanii, w prowincji Badajoz, w Estramadurze, o powierzchni 191,92 km². W 2011 roku gmina liczyła 1961 mieszkańców.